# شيخ الحارة
شيخ الحارة  برنامج حواري يعرض على قناة القاهرة والناس تقدمه الإعلامية بسمة وهبة وتستضيف فيه 30 ضيفا من نجوم المجتمع.

## ضيوف الموسم الثالث
| رقم الحلقة | ضيف الحلقة        | البلد | المهنة       |
| ---------- | ----------------- | ----- | ------------ |
| 1          | دينا              | مصر   | راقصة، ممثلة |
| 2          | أحمد آدم          | مصر   | ممثل         |
| 3          | أيتن عامر         | مصر   | ممثلة        |
| 4          | أحمد سعد          | مصر   | مغني         |
| 5          | أحمد سعد جزء ثاني | مصر   | مغني         |
| 6          | وفاء عامر         | مصر   | ممثلة        |
| 7          | إبراهيم سعيد      | مصر   | لاعب كرة قدم |
| 8          | المحامي سمير صبري | مصر   | محامي        |

## وصلات خارجية
- الموقع الرسمي للبرنامج
- قناة البرنامج علي اليوتيوب

- شيخ الحارة على موقع قاعدة بيانات الأفلام العربية